# 中华苏维埃共和国临时中央政府旧址
中华苏维埃共和国临时中央政府旧址又称第一次全国苏维埃代表大会会址位于江西省瑞金市叶坪镇叶坪村，是明代始建的赣派宗祠建筑，即谢氏宣太宗祠，又称谢氏宗祠。
谢氏宗祠坐东北朝西南，布局为二厅一井，三开间，建筑面积481.61m²，为砖木结构、硬山顶、小青瓦屋面。风格简单质朴。1931年11月7日，中国共产党在谢氏宗祠召开中华苏维埃第一次全国代表大会，中华苏维埃共和国临时中央政府诞生。1931年11月至1933年4月，为临时中央政府驻地。当时，以木板将谢氏宗祠隔成15个房间，作为各个部的办公室。临时中央政府迁驻沙洲坝后，中共政权仍使用谢氏宗祠召开会议，如八县区以上负责人查田运动大会，八县贫农团代表大会，中央苏区南部十七县经济建设大会，中央苏区南部十八县选举运动大会。中央红军长征后，國民政府恢复对瑞金县的统治，此处建筑未被拆除，得以幸存。
中华人民共和国建立后，谢氏宗祠按中华苏维埃第一次全国代表大会场景和临时中央政府原貌进行复原陈列，对外开放。1961年，做为瑞金革命遗址之一，列入第一批全国重点文物保护单位。